# Hexatoma (Eriocera) serena
Hexatoma (Eriocera) serena is een tweevleugelige uit de familie steltmuggen (Limoniidae). De soort komt voor in het Oriëntaals gebied.